# Nick Frost

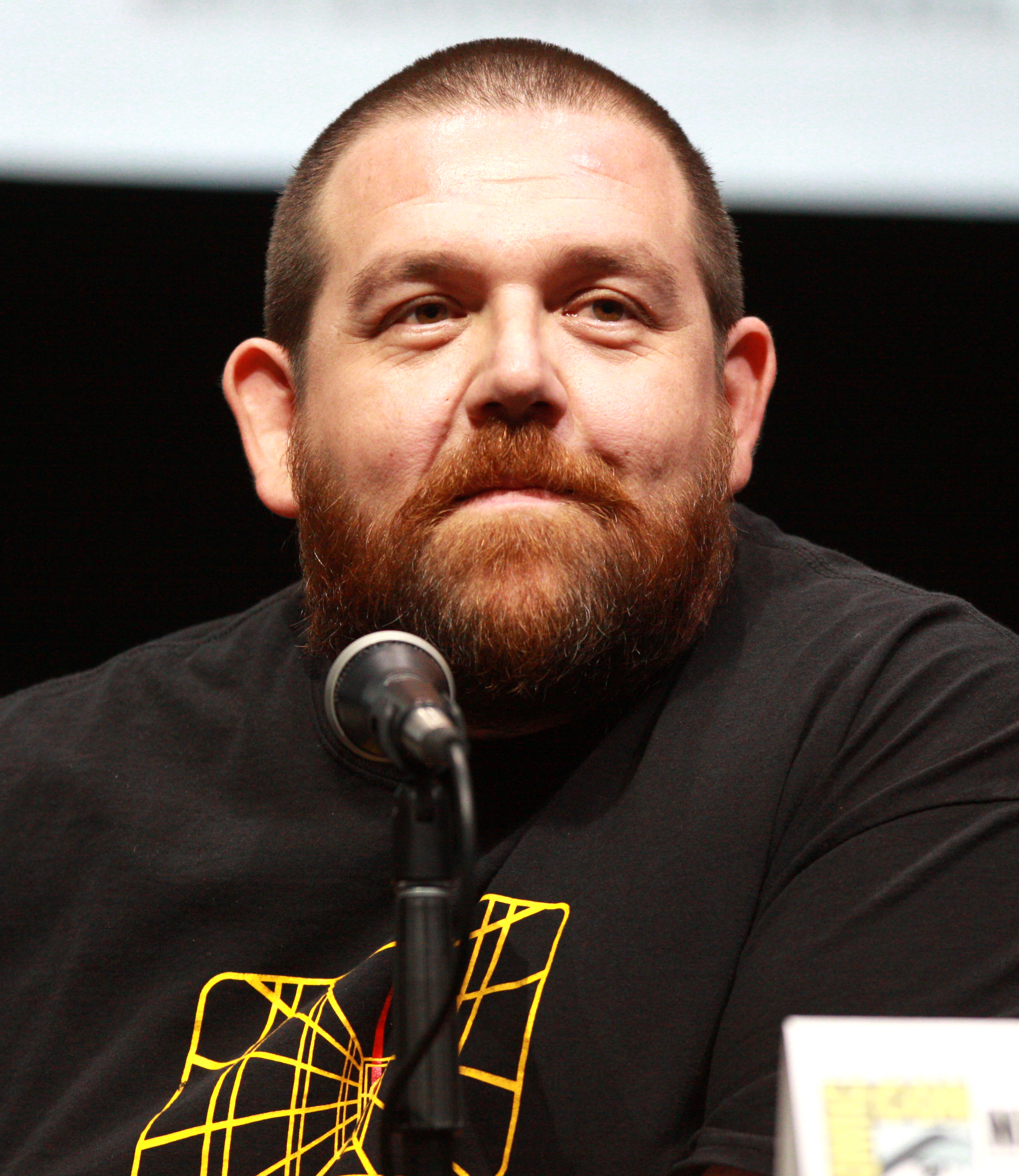
Nick Frost bei der Comic-Con 2013

Nicholas John „Nick“ Frost (* 28. März 1972 in Dagenham, Greater London) ist ein britischer Schauspieler und Drehbuchautor. Frost ist vor allem für seine Zusammenarbeit mit dem Regisseur Edgar Wright und dem Schauspieler Simon Pegg bekannt.

## Karriere
Nick Frost wurde 1972 in Dagenham, London, geboren. Als er 16 Jahre alt war, ging das Unternehmen seines Vaters pleite. Frost verließ kurz darauf die Schule, um Geld für die Familie zu verdienen. Danach lebte er für zwei Jahre in einem Kibbuz in Israel. Nach seiner Rückkehr nach England arbeitete er als Bedienung in einem Café, wo er Simon Pegg kennenlernte.
Erste Erfolge feierte er in seiner Rolle als Mike in der britischen Fernsehserie Spaced. Im Jahr 2002 schrieb und realisierte Nick Frost die Fernsehserie Danger! 50.000 Volts! 2004 spielte er an der Seite von Simon Pegg seine erste große Kinorolle in dem Film Shaun of the Dead. Für diese Rolle wurde Frost bei den British Independent Film Awards mit einer Nominierung als „Bester Newcomer“ bedacht. Nach einigen weiteren Fernsehrollen spielte Frost seine nächste Kinorolle in der Komödie Kinky Boots – Man(n) trägt Stiefel. Im Jahr 2006 übernahm Frost den Commander Henderson in der Comedy-Show Hyperdrive. Zu seinen weiteren Drehbucharbeiten gehören unter anderem Simon’s Cam. Im Jahr 2007 übernahm er eine Hauptrolle in der britischen Komödie Hot Fuzz, wo er erneut an der Seite von Pegg auftrat. Auch in der Science-Fiction-Komödie Paul – Ein Alien auf der Flucht aus dem Jahr 2011 traten Frost und Pegg gemeinsam auf. 2013 trat er mit Pegg in Edgar Wrights Science-Fiction-Film The World’s End auf, der die Blood-and-Ice-Cream-Trilogie abschloss.
In Steven Spielbergs und Peter Jacksons Animationsfilm Die Abenteuer von Tim und Struppi – Das Geheimnis der Einhorn übernahm Frost die Rolle des trotteligen Polizisten Schulze. Die Rolle von dessen Kompagnon Schultze wurde von Simon Pegg gespielt.

## Privatleben
Frost ist auch privat mit Simon Pegg befreundet. Beide lebten vor ihrer Filmkarriere zusammen in einer WG.
Frost ist mit der Fernsehproduzentin Mariangela Frost verheiratet und lebt in Twickenham, West-London. Am 22. Juni 2011 wurde ihr gemeinsamer Sohn geboren.

## Filmografie (Auswahl)
- 2001: Spaced (Fernsehserie)
- 2002: Danger! 50.000 Volts! (Fernsehserie)
- 2004: Straight 8 (Fernsehfilm)
- 2004: Shaun of the Dead
- 2005: Spider-Plant Man (Fernsehfilm)
- 2005: Kinky Boots – Man(n) trägt Stiefel (Kinky Boots)
- 2006: Penelope
- 2006–2007: Hyperdrive – Der Knall im All (Hyperdrive, Fernsehserie, 12 Episoden)
- 2007: Man Stroke Woman (Fernsehfilm)
- 2007: Hot Fuzz – Zwei abgewichste Profis (Hot Fuzz)
- 2008: Wild Child
- 2009: Radio Rock Revolution (The Boat That Rocked)
- 2010: Money (zweiteiliger Fernsehfilm)
- 2011: Paul – Ein Alien auf der Flucht (Paul)
- 2011: Attack the Block
- 2011: Die Abenteuer von Tim und Struppi – Das Geheimnis der Einhorn (The Adventures of Tintin, Stimme)
- 2012: Snow White and the Huntsman
- 2013: The World’s End
- 2014: Cuban Fury – Echte Männer tanzen (Cuban Fury)
- 2014: Doctor Who (Fernsehserie, Episoden 8x12–8x13)
- 2015: Big Business: Außer Spesen Nichts gewesen (Unfinished Business)
- 2016: The Huntsman & The Ice Queen (The Huntsman: Winter’s War)
- 2017–2018: Sick Note (Fernsehserie, 14 Episoden)
- 2017–2019: Into the Badlands (Fernsehserie, 25 Episoden)
- 2017: Happy Family (Stimme)
- 2018: Tomb Raider
- 2018: Slaughterhouse Rulez
- 2018: Das Festival (The Festival)
- 2019: Fighting with My Family
- 2019: StarDog and TurboCat (Stimme)
- 2019: Horrible Histories: The Movie – Rotten Romans
- 2020: Truth Seekers (Fernsehserie, 8 Episoden)
- 2021: Die Flummel (Extinct, Stimme)
- 2021: Scooby-Doo! The Sword and the Scoob (Stimme)
- 2021: Trolljäger: Das Erwachen der Titanen (Trollhunters: Rise of the Titans, Stimme)
- 2021: Why Women Kill (Fernsehserie, 10 Episoden)
- 2021: Happy Family 2 (Stimme)
- 2021–2023: The Nevers (Fernsehserie, 8 Episoden)
- 2023: Scott Pilgrim hebt ab (Scott Pilgrim Takes Off, Fernsehserie, Stimme, 2 Episoden)
- 2024: Timestalker
- 2024: Date mich Billy Walsh! (How to Date Billy Walsh)
- 2024: Seize Them!
- 2024: Get Away
- 2024–2025: Star Wars: Skeleton Crew (Fernsehserie, 8 Episoden, Stimme)
- 2025: Drachenzähmen leicht gemacht (How to Train Your Dragon)